# Mario Ortiz Velásquez
Mario Virginio Ortíz Velásquez (Juchitán de Zaragoza, 4 de junio de 1983) es un futbolista mexicano. Juega de delantero y su equipo actual es el  Cafetaleros de Tapachula del Ascenso MX.

## Trayectoria
Hábil delantero surgido de la cantera del Cruz Azul. Debuta en el Invierno 2000 a los 18 años. Poco a poco ha visto algo de actividad en Primera División aunque rara vez comienza un partido.
En el Clausura 2004, en un trueque, por Margarito González, es transferido al Querétaro Fútbol Club donde tiene más actividad y toma un buen nivel. Con la desaparición de los Gallos Blancos al finalizar el Clausura 2004 por la reducción a 18 equipos, regresa a Cruz Azul buscando consolidarse, aunque con la presencia de los titulares argentinos César Delgado y Luciano Figueroa, además de Emilio Mora, luce como una labor difícil.

## Clubes
| Club                     | País   | Año           |
| ------------------------ | ------ | ------------- |
| Cruz Azul                | México | 2000-2003     |
| Querétaro Fútbol Club    | México | 2004          |
| Cruz Azul                | México | 2004-2006     |
| Puebla Fútbol Club       | México | 2007-2008     |
| Estudiantes Tecos        | México | 2008-2009     |
| Cruz Azul                | México | 2009-2010     |
| Puebla Fútbol Club       | México | 2010          |
| Club de Fútbol Atlante   | México | 2011-2012     |
| Puebla Fútbol Club       | México | 2012          |
| San Luis Fútbol Club     | México | 2013          |
| Chiapas Fútbol Club      | México | 2013-2014     |
| Coras de Tepic           | México | 2014-2015     |
| Fútbol Club Juárez       | México | 2015-2018     |
| Cafetaleros de Tapachula | México | 2018-Presente |

## Palmarés
| Título               | Club               | País   | Año  |
| -------------------- | ------------------ | ------ | ---- |
| Torneo Apertura 2015 | Fútbol Club Juárez | México | 2015 |